# Tetrarhanis ilala
Tetrarhanis ilala är en fjärilsart som beskrevs av Eltringham 1929. Tetrarhanis ilala ingår i släktet Tetrarhanis och familjen juvelvingar. Inga underarter finns listade i Catalogue of Life.